# مس‌ایر

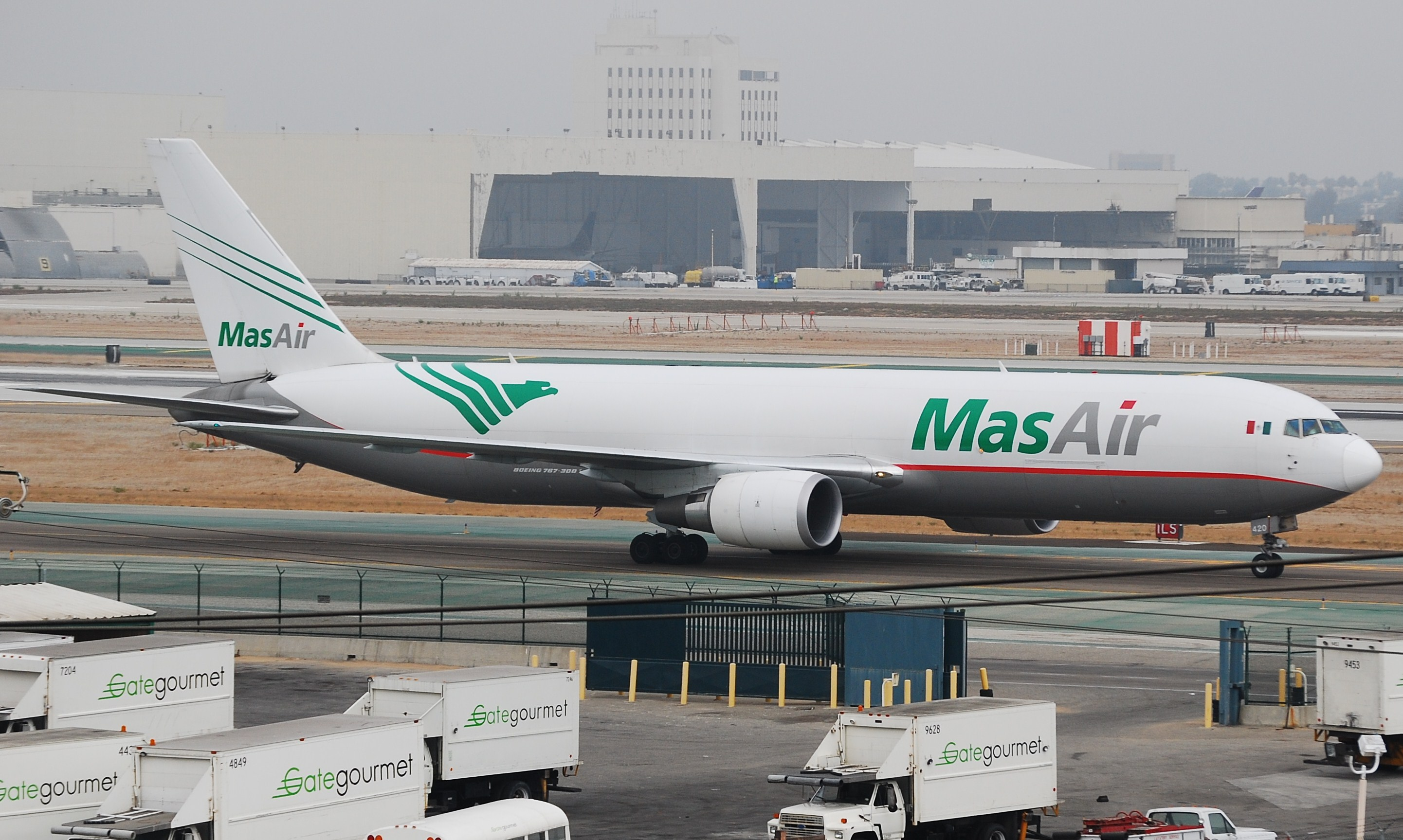
at Las Vegas-McCarran Airport.

مس‌ایر (به انگلیسی: MasAir) یک شرکت هواپیمایی با کد یاتا M7 است که در ۱۹۹۲ میلادی تأسیس شده‌است. دفتر مرکزی مس‌ایر در مکزیکو سیتی، مکزیک واقع شده‌است و قطب این شرکت هواپیمایی در فرودگاه بین‌المللی مکزیکو سیتی قرار دارد.